# Валенти, Освальдо
Освальдо Валенти (итал. Osvaldo Valenti; 17 февраля 1906, Стамбул, Османская империя — 30 апреля 1945, Милан, Италия) — итальянский киноактёр.

## Биография
Родился в семье сицилийского торговца коврами и драгоценностями и богатой ливанки греческого происхождения, дочери архимандрита Кипра. После начала Первой мировой войны в 1915 году семья была вынуждена покинуть Турцию и переехать в Италию, поселившись в Милане. В возрасте девятнадцати лет, О. Валенти поступил на юридический факультет миланского Католического университета, но через два года, бросил учебу, переехал и поселился сначала в Париже, а затем в Берлине.
С 1928 года начал сниматься в кино. За свою карьеру до 1945 года снялся в 56 фильмах. Решающей для его творчества стала встреча в середине 1930-х годов с режиссёром Алессандро Блазетти, снялся в нескольких его фильмах. В конце 1930-х и начале 1940-х годов играл также в кинофильмах режиссёра Марио Камерини. Стал одним из самых востребованных и высокооплачиваемых актёров Италии.
В марте 1944 года добровольцем вступил в 10-ю флотилию MAS Итальянской социальной республики Бенито Муссолини под командованием Юнио Валерио Боргезе. Костяк флотилии составляли идеологически проверенные — убеждённые фашисты. Служил офицером по связям с командованием Кригсмарине в Италии, получил награду. Участвовал в ряде секретных операций по контрабанде в Швейцарию с целью продажи ценных предметов для пополнения истощённой казны Итальянской социальной республики. Командовал группой из 20 человек. В этом ему помогала актриса Луиза Ферида.

## Личная жизнь

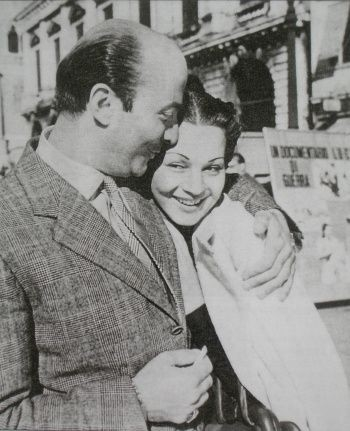
Освальдо Валенти и Луиза Ферида

В 1939 году на съёмках одного из фильмов познакомился с актрисой Луизой Феридой, с которой у него начался роман.
В апреле 1945 года Валенти и Ферида были задержаны партизанами, обвинены в связях с фашистами и в военных преступлениях и расстреляны на одной из улиц Милана.
Трагическая история Валенти и Фериды показана в итальянском фильме 2008 года «Бешеная кровь».

## Избранная фильмография
- 1928 — Венгерская рапсодия — Прапорщик
- 1932 — Пять-ноль — Баренги
- 1936 — Графиня из Пармы — герцог ди Фадда
- 1938 — Этторе Фиерамоска — Ги де ла Мотт
- 1943 — Гарлем — Крис Шерман
- 1942 — Федора — Владимир Ярискин
- 1941 — Первая любовь
- 1941 — Железная корона — Эрибер
- 1941 — Дон Бонапарт
- 1941 — Беатриче Ченчи — Джакомо Ченчи
- 1940 — Отказ — Леонард
- 1940 — Антонио Меуччи — Джузеппе Гарибальди
- 1940 — Кроме того, любовь — Ливио Сабелли
- 1939 — Приключение Сальватора Розы
- 1939 — Госпожа из Монте-Карло